# یواس‌اس میرنا (اس‌پی-۱۲۱۴)
یواس‌اس میرنا (اس‌پی-۱۲۱۴) (به انگلیسی: USS Mirna (SP-1214)) یک کشتی بود که طول آن ۴۰ فوت ۴ اینچ (۱۲٫۲۹ متر) بود. این کشتی در سال ۱۹۱۱ ساخته شد.